# Faedo
Faedo é uma comuna italiana da região do Trentino-Alto Ádige, província de Trento, com cerca de 554 habitantes. Estende-se por uma área de 10 km², tendo uma densidade populacional de 55 hab/km². Faz fronteira com Mezzocorona,Giovo, San Michele all'Adige. Também é sobrenome de uma família, cuja origem veio da Espanha, imigraram ate a Italia, depois migraram para o mundo.